# Laurent Tillie
Laurent Tillie (* 1. Dezember 1963 in Algier) ist ein französischer Volleyballtrainer und ehemaliger -spieler.

## Werdegang

### Spieler
Tillie spielte von 1980 bis 1984 bei AS Cannes, anschließend war er wie weitere Nationalspieler zwecks Vorbereitung auf die Weltmeisterschaft 1986 im eigenen Land ausschließlich Mitglied der französischen Nationalmannschaft, ohne in dieser Zeit einem Verein anzugehören. Die WM schloss der 1,93 Meter große Tillie mit der Gastgebermannschaft als Sechster ab. Anschließend stand er 1986/87 bei Pallavolo Falconara in Italien unter Vertrag und kehrte dann zur AS Cannes zurück (1987 bis 1991). Von 1991 bis 1995 spielte er wieder für Falconara, dann von 1995 bis 1998 bei UC Paris und von 1998 bis zu seinem Laufbahnende 2001 bei Nice Volley-ball in Nizza.
Tillie bestritt 406 Länderspiele für Frankreich, 1991 und 1992 war er Spielführer der Auswahlmannschaft. 1988 und 1992 nahm er an den Olympischen Sommerspielen teil, 1985 gewann er Bronze bei der Europameisterschaft und 1987 EM-Silber. 1981, 1982, 1983, 1990, 1991, 1996, 1997 und 1998 wurde Tillie französischer Meister, 1981 und 1997 gewann er den französischen Pokalwettbewerb sowie 1981 den CEV-Pokal.

### Trainer

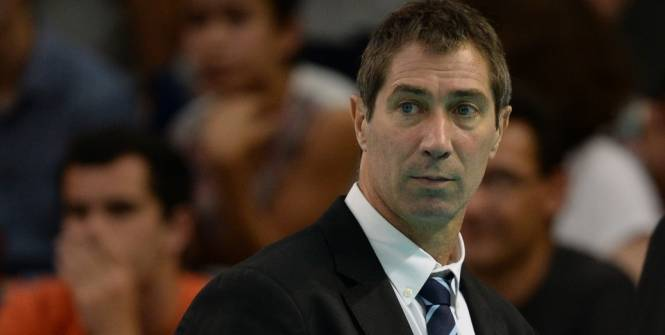
Laurent Tillie (2016)

Von 2001 bis 2012 war Tillie Trainer von AS Cannes. 2005 wurde die Mannschaft unter seiner Leitung französischer Meister sowie 2007 Pokalsieger, 2004 und 2010 Vizemeister und 2006 Vizepokalsieger. Zusätzlich war er im Jahr 2005 Nationaltrainer Tschechiens.
Im Juli 2012 trat Tillie das Amt des französischen Nationaltrainers an. Auf Vereinsebene übernahm er 2016/17 neben dieser Aufgabe das Traineramt bei RC Cannes.
Die französische Nationalmannschaft führte er bei den 2021 ausgetragenen Olympischen Sommerspielen 2020 zum Gewinn der Goldmedaille. Mit diesem Erfolg endete seine Amtszeit als Nationaltrainer. 2015 und 2017 gewann Frankreich unter Tillies Leitung die Weltliga, 2015 die Europameisterschaft. Dritter der Weltliga wurde er mit der Nationalmannschaft im Jahr 2016 sowie 2018 Zweiter und 2021 Dritter des Nachfolgewettbewerbs Nationenliga.
Im September 2020 trat Tillie wieder ein Amt als Vereinstrainer an und wechselte zu den Panasonic Panthers ins japanische Osaka. Nach seinem Ausscheiden als französischer Nationaltrainer 2020 widmete er sich ganz der Aufgabe in Osaka.

### Privatleben
Tillies Vater Guy wurde 1959 mit BNCI Alger französischer Volleyballmeister. Nachdem Algerien unabhängig geworden war, blieb die Familie zunächst noch im Land, ehe sie 1964 ins französische Lyon umzog und sich kurz darauf in Nizza niederließ. Sein Vater war 1976 Mitgründer des Vereins Nice Volley-ball. Sein Bruder Patrice Tillie war 1992 Olympiateilnehmer im Wasserball.
Seine Ehefrau Caroline, geborene Keulen, war niederländische Volleyballnationalspielerin und Spielführerin der Auswahl. Die gemeinsamen drei Söhne wurden ebenfalls Leistungssportler: Kévin Tillie im Volleyball, Kim Tillie und Killian Tillie im Basketball.
Tillie ist gelernter Physiotherapeut.